# Altmühltal mit Brunst-Schwaigau und Altmühlsee

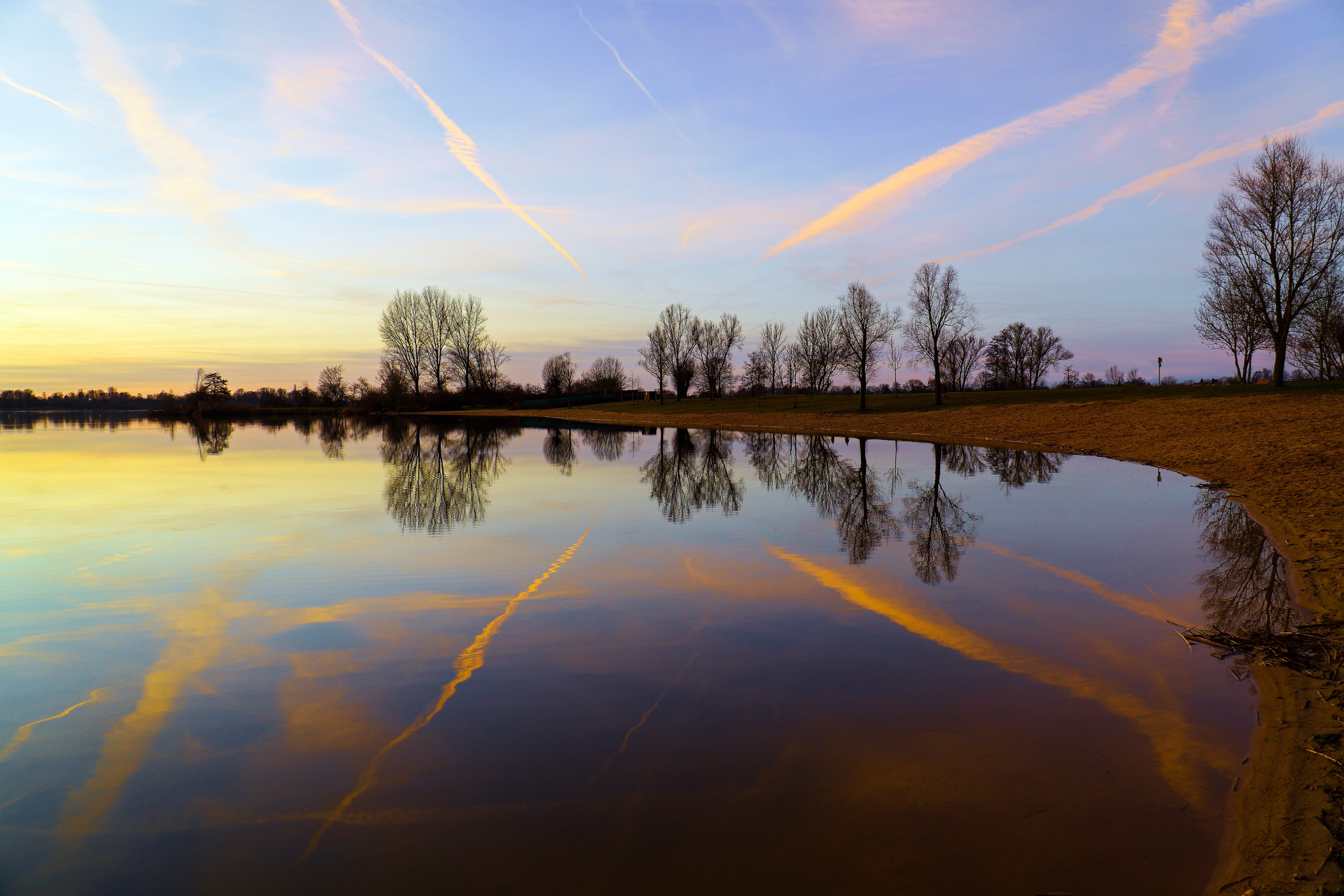
Altmühlsee

Altmühltal mit Brunst-Schwaigau und Altmühlsee (ID: 6728-471) ist der Name eines Europäischen Vogelschutzgebietes in Bayern, der im Rahmen der 1979 in Kraft getretenen Vogelschutzrichtlinie (Natura 2000) im Wesentlichen der Umsetzung der Berner Konvention dient. Sie hat eine Fläche von 5.002,59 Hektar. Das Vogelschutzgebiet umfasst ein Gebiet entlang der Altmühl in den mittelfränkischen Landkreisen Ansbach und Weißenburg-Gunzenhausen und ist nicht komplett flächendeckend zum FFH-Gebiet Obere Altmühl mit Brunst-Schwaigau und Wiesmet.
Der südlichste Punkt des Vogelschutzgebiets liegt bei Markt Berolzheim und zieht sich nach Nordwesten entlang des Altmühltals bis nach Leutershausen, umfasst den Altmühlsee mit der Vogelinsel sowie die Wiesmet. Bei Colmberg befinden sich zwei kleinere Exklaven des Vogelschutzgebiets. Das Gebiet wird regelmäßig von der Altmühl überschwemmt, die hier ihr geringstes Gefälle aufweist. Das Vogelschutzgebiet liegt zu einem Großteil in den beiden Naturparks Frankenhöhe und Altmühltal, zu einem kleinen Teil erstreckt sich das Schutzgebiet am Rand des Hahnenkamms, dem südöstlichen Bruchteil der Fränkischen Alb.
Das Vogelschutzgebiet Obere Altmühl mit Brunst-Schwaigau und Altmühlsee liegt im Fränkischen Keuper-Lias-Land (11) innerhalb der naturräumlichen Haupteinheiten Frankenhöhe (114) und dem Vorland der Südlichen Frankenalb (113).
Das Vogelschutzgebiet ist das bedeutendste Brutgebiet für Brachvögel und Uferschnepfen in Bayern. Es finden sich mehrere Weißstörche und Greifvögel.